# Diòcesi de Glastonia
Glastonia (en llatí: Glastoniensis) és una seu titular de l'Església catòlica.

## Història
Glastonia fa referència a la ciutat de Glastonbury i a la seva abadia, on durant un breu període (circa 1197-1220), hi va tenir la seva residència el bisbe de Bath i Wells.
Avui Glastonia sobreviu com a seu bisbal titular; l'actual bisbe titular és Philip Moger, bisbe auxiliar de Southwark.

## bisbes titulars
- Thomas Joseph Toolen † (29 setembre 1969 - 4 desembre 1976 mort)
- Kevin O'Connor † (28 maig 1979 - 5 maig 1993 mort)
- Peter Stephan Zurbriggen, (13 novembre 1993 - 28 agost 2022 mort)
- Philip Moger, del 28 novembre 2022